# San Mamede de Carnota
San Mamede de Carnota est une paroisse de la commune Carnota de la province  de La Corogne en Galice (Espagne).]

## Sites et monuments
Centres d'intérêt touristique et culturel :
- Boca do río. C'est une partie de la plage de Carnota, et elle est divisée en deux parties : A Boca do Río (qui signifie la bouche du fleuve) et La Berberecheira (située près du lieu nommé O Viso). C'est la seule plage du conseil municipal de Carnota qui se trouve devant la mer ouverte, mais elle a aussi plusieurs pozas ou sorte de petits étangs naturels ou grandes flaques d´eau de mer.
- L'Église : son patron est San Mamede. C'est une église de style néoclassique, et elle a un plan en forme de croix latine. C'est une église bâtie en pierre. À l'extérieur et un peu à part, elle a deux cimetières, l'ancien et le nouveau. L'église est près du lieu nommé A Rateira.
- L'atelier de céramique : son propriétaire est le sculpteur Nacho Porto, qui réalise ses travaux de céramique. Il fait des objets variés : des objets décoratifs, des vaisselles, des trophées pour des compétitions... L'atélier de céramique est à Cornido.
- Le Moulin : nos moulins sont des constructions en pierre dans lesquelles on moulait anciennement le maïs utilisant la force de l'eau. Le principal moulin est à Canedo, bien qu'il y ait aussi d'autres moulins dans d'autres lieux de la paroisse.
- San Cibrán : On y trouve un ensemble de casas rurais ou maisons rurales (auberges) qui sont près de Valdebois. C'est un endroit très visité par les touristes, pour son cadre d'une remarquable beauté.